# SVOLT
SVOLT Energy Technology Company Limited — китайский производитель аккумуляторных батарей для электромобилей и систем накопления энергии. По состоянию на 2022 год SVOLT входил в десятку крупнейших производителей аккумуляторов для электромобилей в мире и занимал 6-е место в Китае (после CATL, BYD, CALB, Gotion и Sunwoda).

## История
Компания SVOLT основана в феврале 2018 года на базе аккумуляторного подразделения автомобильной группы Great Wall Motors. В 2019 году SVOLT открыла завод в Чанчжоу и главный научно-исследовательский центр в Уси; в 2020 году открыла заводы в Суйнине, Хучжоу, Мааньшане, Нанкине и Германии, а также получила инвестиции от китайской государственной State Development and Investment Corporation. В 2021 году компания открыла заводы в Чэнду, Яньчэне и Шанжао, а также подписала соглашение о сотрудничестве с немецкой химической группой BASF (разработка материалов для аккумуляторов и переработка батарей).
В 2022 году компания открыла научно-исследовательский центр в Шанхае, завод в Дачжоу и инвестировала в проект по переработке литиевой соли в провинции Сычуань. В июле 2023 года SVOLT начала строительство завода в Сираче (Таиланд).

## Деятельность
SVOLT Energy производит аккумуляторы для пассажирских и коммерческих автомобилей (в том числе для легковых, грузовых и автобусов), мотоциклов и скутеров, а также системы накопления энергии для солнечных и ветряных электростанций, базовых станций сотовой связи, промышленных, офисных, торговых и жилых объектов.

### География
Заводы SVOLT по производству аккумуляторов и аккумуляторных материалов расположены в городах Чанчжоу, Нанкин, Тайчжоу и Яньчэн (Цзянсу), Мааньшань (Аньхой), Хучжоу (Чжэцзян), Шанжао (Цзянси), Чэнду, Дачжоу и Суйнин (Сычуань), Баодин (Хэбэй), Сирача (Таиланд), Хойсвайлер и Лауххаммер (Германия); научно-исследовательские центры — в городах Уси, Чанчжоу, Шанхай, Мааньшань, Шэньчжэнь и Баодин (КНР), Сеул (Южная Корея) и Бангалор (Индия), а также в Японии и США.

### Клиенты
Основными покупателями продукции SVOLT являются компании Great Wall Motors / Ora (57 % всех продаж), Hozon Auto, Geely Automobile, Dongfeng Motor, Seres Group, Leapmotor, Enovate и Stellantis.

## Акционеры
В рамках очередного раунда частного финансирования, прошедшего в июле 2021 года, крупнейшими инвесторами SVOLT Energy Technology стали State Development and Investment Corporation (SDIC), JZ Capital, Bank of China Group Investment (BOCGI), National Fund for Technology Transfer and Commercialisation, Country Garden Venture Capital, Shenzhen Capital Group (SCGC), CCB Investment, IDG Capital, Sany Heavy Industry, Xiaomi, XPeng, Oceanpine Capital и China Renaissance.
По состоянию на 2023 год крупнейшим акционером SVOLT являлась компания Great Wall Motors, ей принадлежало 39,4 % акций и 76,5 % голосов в совете директоров.